# معركة الشنانة
معركة الشنانة؛ هي معركة وقعت في 18 رجب 1322هـ/29 سبتمبر 1904م بين قوات الملك عبد العزيز بن عبد الرحمن آل سعود وعبد العزيز بن متعب بن عبد الله الرشيد في الشنانة أنتصرت فيها قوات الملك عبد العزيز بن عبد الرحمن آل سعود وهي أحد أهم المعارك الفاصلة في تاريخ توحيد المملكة العربية السعودية وقاصمة الظهر لابن رشيد والأتراك العثمانيين الذين تحولوا بعدها من الهجوم إلى الهروب من قوات الملك عبد العزيز. وبدعم أهل الشنانة من آل خليفة من بني تميم وأبناء عمهم سكان قصر بن عقيّل من آل عقيّل انتصرت قوات ابن سعود على قوات ابن رشيد الذين كانوا يفوقونهم بالعدد. وقد قام قبلها ابن رشيد وقواته بتخريب الشنانه وقطع نخيلها وتعذيب أهلها نظير وقوفهم في وجهه ودعمهم لابن سعود.

## أحداث المعركة
على الرغم من أهمية معركة البكيرية إلاّ أنها لم تكن حاسمة، فقد خسر الملك عبد العزيز بن سعود كثيراً من جنده ومعداته، ولكنه بخبرته وحسن قيادته استطاع أن يعوض هذا النقص وجمع حوالي عشرة آلاف مقاتل في خلال عشرة أيام.
بقي الطرفان في موقعيهما مدة شهرَين؛ ابن رشيد في الشنانة، يقابله ابن سعود في الرس، كانت المناوشات الخفيفة تجري بينهما من دون قتال حاسم مما أصاب المحاربين في الطرفين بالضجر وتناقصت الإمدادات والإبل وتفرقت جموع البادية ولم يبق مع ابن رشيد سوى الجنود النظاميين وأهل الجبل، كذلك لم يثبت مع ابن سعود سوى أهل الحاضرة، ورحل عبد العزيز بن رشيد بجنوده الجياع إلى قصر ابن عقيل وفيه سرية لابن سعود فضربه بالمدافع، وقبل أن يهجم على القصر في الصباح كان الملك عبد العزيز بن سعود قد سبقه إلى داخل القصر وثبت فيه، وفي الصباح صب ابن رشيد نيران مدافعه على القصر فخرج له ابن سعود، واقتتلوا قتالاً شديداً انهزمت على أثره قوات العثمانيين النظاميين وفروا هاربين وانسحب عبد العزيز المتعب الرشيد تاركاً وراءه غنائم كثيرة من الذخائر والسلاح والأموال، وظلت قوات ابن سعودتجمعها طيلة عشرة أيام وحملت صناديق الذهب العثماني إلى بريدة.